# Mircea Cazan
Mircea Vasile Cazan (n. 1 iunie 1962, Sibiu, România) este un politician român. La alegerile din 2012 a obținut un mandat de deputat de Sibiu din partea Partidului Național Liberal. La alegerile din 2016 a fost ales senator de Sibiu din partea PNL. În cadrul activității sale parlamentare  ca deputat în legislatura 2008-2012, Mircea Cazan a fost membru în grupurile parlamentare de prietenie cu Republica Costa Rica, Republica Federală Germania, Republica Orientală a Uruguayului, India și Republica Venezuela.  
Mircea Cazan a inițiat 17 propunri legislative din care 1 a fost promulgată lege.
În legislatura 2012-2016, Mircea Cazan a fost ales deputat pe listele PNL. În cadrul activității sale parlamentare, Mircea Cazan a fost membru în grupurile parlamentare de prietenie cu Republica Chile, Republica Austria și Elveția. Mircea Cazan a inițiat 70 de propuneri legislative din care 10 au fost promulgate legi.   
În legislatura 2016-2020, Mircea Cazan a fost ales senator pe listele PNL și este membru în grupurile parlamentare de prietenie cu Regatul Unit al Marii Britanii și Irlandei de Nord, Republica Federală a Germaniei și Regatul Danemarcei.  
Cazan a trecut drept unul din cei mai bogați parlamentari de Sibiu, cu zece imobile în proprietate, conform declarației de avere. În luna mai 2016 a stârnit nemulțumire după ce a parcat un automobil Tesla Model S într-un loc nepermis, direct în fața Catedralei Evanghelice din Sibiu. Anterior declarase că vrea să scoată la vânzare mașina respectivă.